# Flaga Laosu
Flaga Laosu – prostokąt podzielony na trzy poziome pasy: czerwony, niebieski, czerwony. Środkowy niebieski pas jest dwa razy szerszy niż czerwony dolny i górny. Pośrodku flagi znajduje się białe koło.

## Symbolika
Kolor czerwony symbolizuje krew poległych w walce o niepodległość kraju, zaś niebieski bogactwo kraju. Białe koło natomiast oznacza księżyc widziany nad rzeką Mekong oraz jedność narodu pod socjalistycznym rządem Partii Ludowo-Rewolucyjnej.

## Historia
Obecna flaga Laosu obowiązuje od 1975 roku, kiedy to 2 grudnia została zatwierdzona przez nowy socjalistyczny rząd po obaleniu monarchii. Do tego czasu flaga Laosu była czerwona ze trójgłowym białym słoniem (oznaczającym boga Erevan) pośrodku. Powyżej słonia mieściło się dziewięć parasoli, a on sam stał na pięciopoziomowym piedestale. Biały słoń jest królewskim symbolem w Azji Południowo-Wschodniej. Trzy głowy oznaczały trzy królestwa (Wientian, Luangprabang i Xiengkhoung), z których później powstało Królestwo Laosu. Parasole to podobnie jak biały słoń również symbol królewski, a piedestał oznaczał ustawy, na których oparte zostało Królestwo.

## Historyczne wersje flagi

Flaga Królestwa Wientianu(inne języki) w latach 1707–1828
Flaga Królestwa Luang Prabang(inne języki) w latach 1707–1893
Flaga Królestwa Champasak(inne języki) w latach 1713–1904
Flaga francuskiego protektoratu Laosu(inne języki) w latach 1893–1952
Flaga Laosu z lat 1952–1975